# Dominion Day
Dominion Day is een herdenking van het verkrijgen van de nationale status in verschillende landen van het Brits Gemenebest.  

## Nieuw-Zeeland
Dominion Day wordt hier gevierd op 26 september, de dag waarop Nieuw-Zeeland in 1907 de status "dominion" kreeg binnen het Gemenebest. De dag wordt alleen in het zuiden van de regio Canterbury als vrije dag gegeven. De nationale feestdag in Nieuw-Zeeland is Waitangi Day, maar er wordt door sommigen voor gepleit om Dominion Day in ere te herstellen omdat de historische achtergrond van Waitangi Day stof doet opwaaien. 

## Canada
Dominion Day was de originele Engelse naam van de feestdag die de formatie van het Dominion van Canada op 1 juli 1867 moest herdenken. De Franse naam was Le Jour de la Confédération. Deze feestdag werd in 1982 omgedoopt tot Canada Day. 
Vanaf de zestiger tot de tachtiger jaren werd de Miss Dominion of Canada schoonheidsverkiezing gehouden op Dominion Day in Niagara Falls Ontario. Hier werd een afgezant voor de Miss Universe, Miss World, Miss International en Queen of the Pacific verkiezingen gekozen.
De term "Dominion" werd voor het eerst gebruikt voor de formatie van Canada in 1867. Sir Samuel Leonard Tilley gaf de term als een suggestie tijdens een vergadering van de Fathers of Confederation nadat hij tijdens de voorgaande kerkdienst Psalm 72:8 had gelezen: He shall have dominion from sea to sea. Zijn suggestie werd unaniem aangenomen.